# Шахти №5
Ша́хти № 5 (рос. Шахты №5) — селище у складі Полисаєвського міського округу Кемеровської області, Росія.

## Населення
Населення — 82 особи (2010; 95 у 2002).
Національний склад (станом на 2002 рік):
- росіяни — 97 %